# Syndicate Wars
Syndicate Wars ist ein Echtzeit-Taktikspiel, welches von Bullfrog Productions entwickelt und von Electronic Arts veröffentlicht wurde. Es erschien 1996 für MS-DOS und 1997 für PlayStation. Es ist das zweite Spiel in der Syndicate-Reihe, welches Gameplay und Kameraansicht ähnlich hielt.
GOG.com veröffentlichte das Spiel mit einer vorkonfigurierten DOSBox erneut.
Mit Satellite Reign erschien 2015 eine spirituelle Fortsetzung, an welcher der leitende Programmierer des Originals, Mike Diskett, ebenfalls beteiligt war.

## Handlung
Ein einziges Kartell hat 50 Jahre nach den Geschehnissen des Vorgängers die Weltherrschaft erlangt. Implantierte Chips gaukeln der Bevölkerung weiterhin ein Idyll vor. Das Versagen der Gedankenkontrolle führt dazu, dass einzelne Bürger zerstörerisches Verhalten an den Tag legen. Die künstlichen Intelligenzen der Verwaltung werden durch einen Computervirus lahmgelegt.

## Spielprinzip
Der Spieler übernimmt die Kontrolle über eine vierköpfige Kampftruppe, deren Bewaffnung und Prothesen verbessert werden kann sowohl unter Flagge einer Megacorporation oder einer Weltuntergangs-Sekte. Die Ansicht ist frei schwenkbar und besitzt eine Zoomfunktion, die von der Reichweite der angewählten Waffe abhängig ist. Neben dem Aufreiben der Feinde gilt es auch Zielpersonen abzuwerben, Stellungen zu verteidigen oder Fahrzeuge zu stehlen.

## Zensur
Wie auch der Vorgänger erschien das Spiel in Deutschland zensiert. Gegner werden in einem Lichtblitz zerstört, Blutlachen, Leichname und Todesschreie wurden entfernt.

## Rezeption
Die deutsche Sprachausgabe sei enttäuschend. Der 3D-Grafik fehlen die Details und die Übersicht gehe insbesondere im Inneren von Gebäuden häufig verloren. Im Vergleich zum Vorgänger führe nun nur präziseres Vorgehen zum Ziel. Die Grafik sei stimmungsvoll, die Atmosphäre düster und die Explosionen spektakulär. Figuren werden jedoch nur undetailliert dargestellt. Die Missionsbeschreibungen seien lieblos. Der Schwierigkeitsgrad sei speziell zum Ende hin sehr hoch. Der Nachfolger sei dem Originalspiel unterlegen. Die 3D-Grafik sei nicht nützlich. Sprites würden sogar schlechter dargestellt werden. Der fehlende Wirtschaftsteil und Waffenhandel des Vorgängers nehme dem Spieler Entscheidungsgewalt.
Die Missionen seien abwechslungsreich. Das Spiel sei kompliziert und der Spielablauf sehr taktisch geprägt. Der Gewaltgrad sei hemmungslos und makaber. Der Industrial Soundtrack wurde positiv hervorgehoben. Die Computergegner seien stets höher gerüstet als der Spieler. Eine freie Missionswahl fehle. Die Figuren seien zu klein und gingen im Spielgeschehen teils unter.